# Leo Navratil
Leo Navratil (geboren am 3. Juli 1921 in Türnitz; gestorben am 18. September 2006 in Wien) war ein österreichischer Psychiater, der in der 2007 geschlossenen Niederösterreichischen Landesnervenklinik Gugging tätig war.
Navratil war Entdecker und Förderer der ersten Generation von Künstlern aus Gugging, unter diesen Johann Hauser, Ernst Herbeck, Philipp Schöpke, Oswald Tschirtner und August Walla. Er prägte den Begriff Zustandsgebundene Kunst in Bezug auf das Kunstschaffen von Menschen mit Psychiatriehintergrund oder Behinderung allgemein und im Speziellen in Bezug auf die Künstler aus Gugging. Zustandsgebundene Kunst als kategorisierende Begrifflichkeit wird kontrovers diskutiert.
In Bezug auf marginalisierte künstlerische Ausdrucksformen sind ähnliche Kategorisierungen wie Art brut oder Outsider Art verbreitet.

## Leben
Leo Navratil wurde am 3. Juli 1921 als Sohn des Türnitzer Werkführers Leopold Navratil (* 12. August 1895 in Türnitz; † 6. Februar 1974 in Kalwang) und dessen Ehefrau Anna (geborene Brenner; * 30. April 1896) in Türnitz geboren und am 17. Juli 1921 auf den Namen Leo getauft. Der Großvater väterlicherseits, ebenfalls ein Leopold Navratil, war Schuhfabrikant in Türnitz; der Großvater mütterlicherseits war Anstreichermeister in Wien-Sievering. Seine Eltern hatten am 22. Mai 1920 in Türnitz geheiratet.

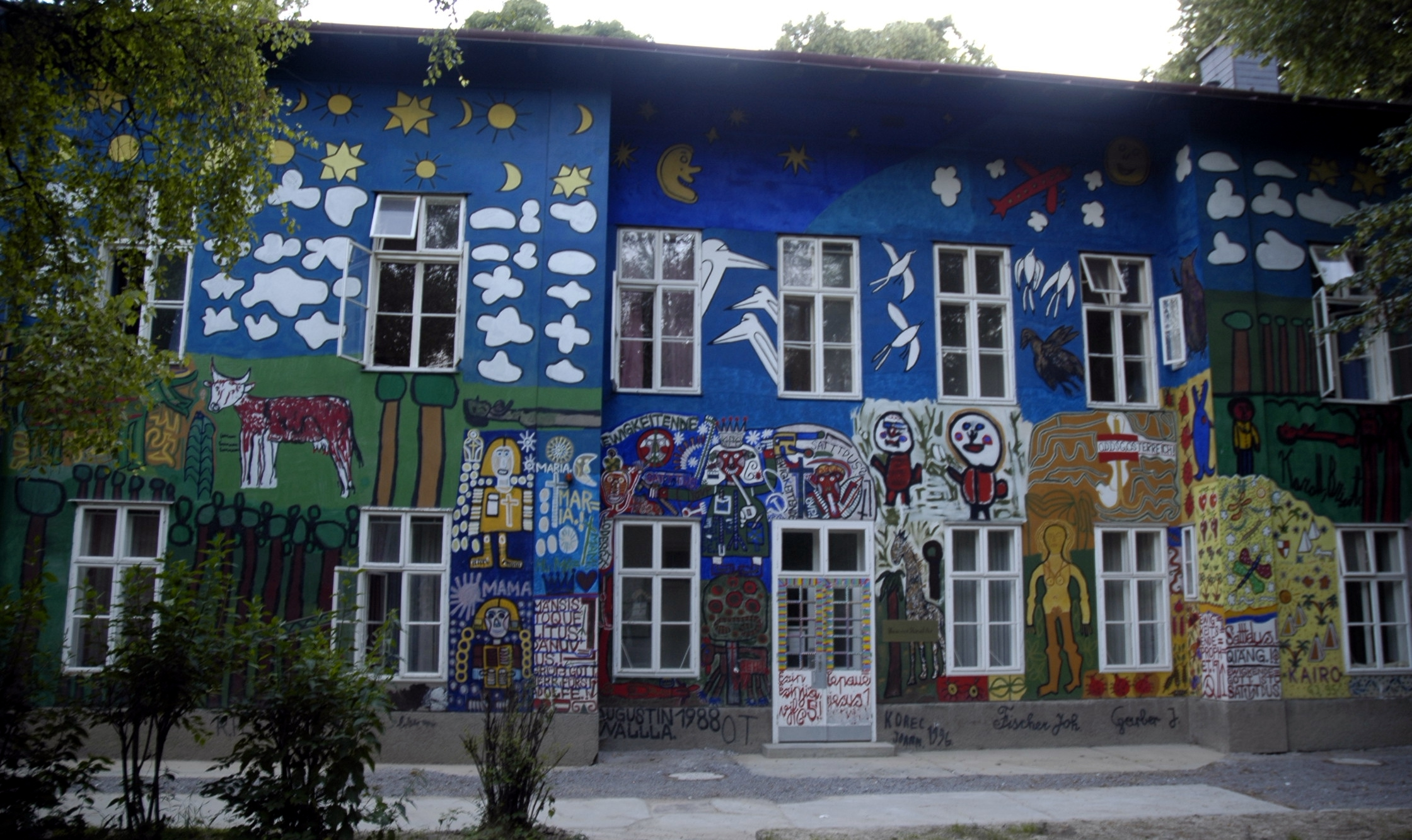
Haus der Künstler bzw. gegründet als Zentrum für Kunst- und Psychotherapie

Im Jahr 1946 begann Leo Navratil, nach Abschluss seines Medizinstudiums an der Universität Wien, seine Tätigkeit als Psychiater in der damals sogenannten Heil- und Pflegeanstalt Gugging. Parallel dazu widmete er sich dem Studium der Psychologie und Anthropologie.
Am 4. Oktober 1945 heiratete Leo Navratil in der Pfarrkirche St. Laurenz am Schottenfeld die Medizinstudentin Erna Girsule, die später ebenfalls als Psychiaterin in der Anstalt in Gugging tätig war. Aus dieser Ehe entstammen eine Tochter (* 1947) und ein Sohn, der Künstler Walter Navratil (1950–2003). 1956 wurde Leo Navratil zum Primarius in der Gugginger Klinik berufen. Er war dort bis zum Jahr 1986 als Psychiater tätig.
1950 absolvierte Navratil einen halbjährigen Auslandsaufenthalt am Institute of Psychiatry am Maudsley Hospital, London. Während dieser Zeit setzte er sich mit der Publikation Personality Projection in the Drawing of the Human Figure (A Method of Personality Investigation) (London 1949) der amerikanischen Psychologin Karen Machover (1902–1996) auseinander. Die Befassung mit Machovers Zeichentest-Methode bezeichnete Navratil später als Schlüsselmoment für sein Wirken im Forschungsgebiet von Psychiatrie und Kunst.
Nach seiner Rückkehr nach Österreich im Jahr 1954 führte Navratil die ersten Zeichentests zu diagnostischen Zwecken in Gugging durch. Er bemerkte dabei, dass die entstehenden Blätter in ihrem Ausdruck teils weit über die erwartete diagnostische Funktion hinausgingen. Von diesem Zeitpunkt an setzte er sich mit dem Themengebiet von Kunst und Psychiatrie auseinander.
In der Publikation Schizophrenie und Kunst aus dem Jahr 1965 versuchte sich Navratil erstmals in einer psychiatrischen und gleichzeitig kunstwissenschaftlichen Perspektive. Er nimmt dabei Bezug auf Vorbilder aus diesem Themengebiet, die zu Beginn des 20. Jahrhunderts in Europa aktiv waren, wie Hans Prinzhorn, Walter Morgenthaler oder Paul Meunier alias Marcel Réja. Die argumentative Struktur des Buches ähnelt stark der von Prinzhorns Werk Bildnerei der Geisteskranken. Mit Navratils Veröffentlichung gelangten zum ersten Mal Abbildungen von Zeichnungen von Kunstschaffenden aus der psychiatrischen Klinik in Gugging an die Außenwelt. Diese unter Pseudonym veröffentlichten Werke erregten das Interesse von Kunstschaffenden dieser Zeit, die begannen, von Wien in das Krankenhaus nach Gugging zu pilgern, um deren Schöpferinnen und Schöpfer kennenzulernen und mehr zu sehen. Zu nennen sind hier unter anderem Loys Egg, Alfred Hrdlicka, Friederike Mayröcker, Peter Pongratz oder Arnulf Rainer. Eine ähnliche Reaktion hatte auch die Veröffentlichung der Bildnerei der Geisteskranken durch Prinzhorn in den 1920er Jahren ausgelöst, die zur „Bibel“ der Surrealisten wurde.
Im Jahr 1970 fand die erste Ausstellung von Kunstwerken aus Gugging in der Galerie nächst St. Stephan in Wien statt. Der Titel der Ausstellung lautete: Pareidolien. Druckgraphik aus dem Niederösterreichischen Landeskrankenhaus für Psychiatrie und Neurologie Klosterneuburg. Auf Grund des Erfolgs dieser ersten Schau folgten weitere internationale Ausstellungen von Kunst aus Gugging.

Zu Beginn der achtziger Jahre wurden Umstrukturierungen im Krankenhaus in Gugging vorgenommen. Diese brachten eine entscheidende Chance für Navratil und eine Gruppe künstlerisch talentierter Patienten mit sich: 1981 konnte Navratil das Zentrum für Kunst-Psychotherapie bzw. das spätere Haus der Künstler gründen. 18 Patienten zogen in das Zentrum ein und hatten ab diesem Zeitpunkt die Möglichkeit in ihrem Wohnbereich künstlerisch zu arbeiten und dabei besondere Unterstützung zu erfahren; dass ausschließlich Männer berücksichtigt wurden, lässt sich durch Navratils Tätigkeit in der Männerabteilung der Klinik begründen. Im Jahr 1986 trat Johann Feilacher, ab diesem Zeitpunkt Leiter und Namengeber des Hauses der Künstler sowie später Gründer und künstlerischer Direktor des museum gugging, Navratils Nachfolge an. Der Antritt dieser Nachfolge ging mit über mehrere Jahre andauernden, zum Teil öffentlichen ausgetragenen Meinungsverschiedenheiten zwischen Navratil und Feilacher einher, die jedoch letztendlich beigelegt werden konnten. 

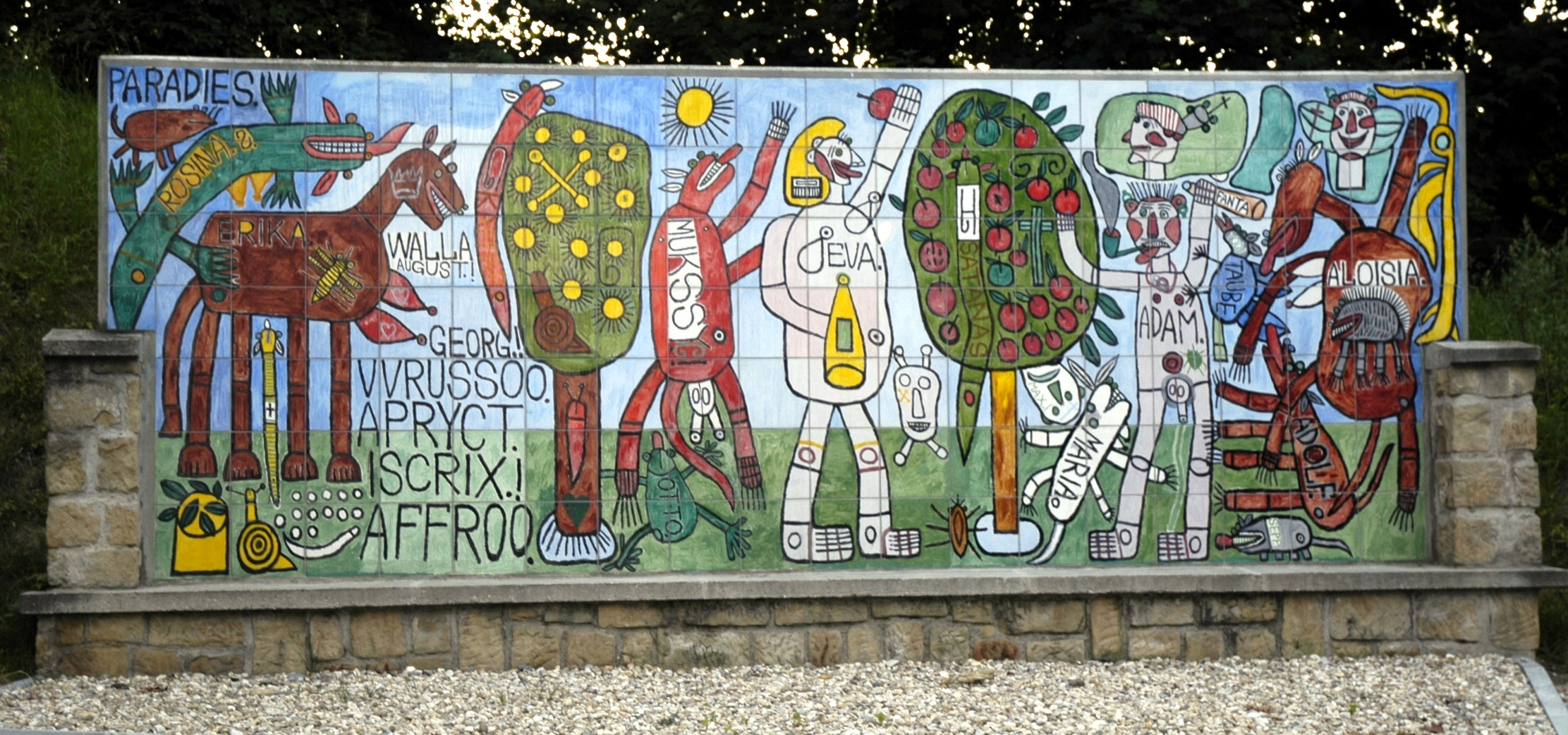
Keramisches Wandbild geschaffen von August Walla, das Wandbild befindet sich neben dem Museum

Am 18. September 2006 verstarb Leo Navratil an den Folgen eines Schlaganfalls in einem Wiener Krankenhaus, er wurde auf dem Gersthofer Friedhof zur letzten Ruhe gebettet.

## Kritik
Neben Zuspruch ereilte Navratil auch harsche Kritik. 1976 besuchte ihn der österreichische Schriftsteller Gerhard Roth. Er hatte Gelegenheit, die Klinik zu besichtigen und einigen Gesprächen des Arztes mit seinen Patienten beizuwohnen. Darüber schrieb er in der Frankfurter Allgemeinen. Die Patienten wären „schäbig, eintönig, kaserniert“ untergebracht gewesen und in den Gesprächen hätten sie und Navratil „oft aneinander vorbei“ geredet. Dem Schmerz seiner Patienten wäre Navratil nicht nachgegangen. Roth warf ihm vor, er habe sich für ihre Kunst, nicht aber für ihr Leid und ihre Genesung interessiert.
1979 meldete sich der Journalist Ernst Klee anlässlich zweier Neuveröffentlichungen von Navratil in der Wochenzeitung Die Zeit zu Wort. Dabei erinnerte er an Roths Kritik und ergänzte:

„Die Werke Geisteskranker werden als Ausflüge in die seelische Unterwelt bestaunt. Der Kranke wird wie ein exotisches Wesen vorgeführt. Man genießt fasziniert die Zauberlandschaft psychotischer Exkursionen, die Innenwelt der Ausgesperrten, feiert die Werke als bizarre Psychokunst. Aber die, die Werke malten, zeichneten, kritzelten, aufschrieben, läßt man im Zwinger. Psychopathologische Texte und Bilder sind ‚in‘: wie exzentrisch, absurd, erotisch, sexuell! Wären die Künstler nur halbwegs so prächtig plaziert wie ihre Werke.“

## Ehrungen
- 1983 erhielt Leo Navratil die Hans-Prinzhorn-Medaille der Deutschsprachige Gesellschaft für Kunst & Psychopathologie des Ausdrucks e. V. (DGPA).[16]
- 1990 wurde Navratil in Würdigung seines schriftstellerischen und ärztlichen Lebenswerkes mit dem Justinus-Kerner-Preis ausgezeichnet.

## Veröffentlichungen (Auswahl)
- Schizophrenie und Kunst. dtv, München 1965. (Überarbeitete Neuausgabe (= Fischer Taschenbuch Band 12386 Geist und Psyche), Fischer, Frankfurt am Main 1996, ISBN 3-596-12386-0)
- Schizophrenie und Sprache. dtv, München 1966. (zusammen mit Schizophrenie und Kunst. dtv, München 1976, ISBN 3-423-04267-1)
- a+b leuchten im Klee. Psychopathologische Texte. Hanser, München 1971, ISBN 3-446-11396-7.
- Über Schizophrenie und Die Federzeichnungen des Patienten O.T. dtv, München 1974, ISBN 3-423-04147-1.
- Johann Hauser. Kunst aus Manie und Depression. Rogner & Bernhard, München 1978.
- Gespräche mit Schizophrenen. dtv, München 1978; NA: Gespräche mit Schizophrenen: die Gugginger Künstler Hagen Reck, Ernst Herbeck, Karl R., Aurel, Max, Edmund Mach, Johann G., August Walla, Josef B., Oswald Tschirtner, Hans Grausam, Paranus. Neumünster 2000, ISBN 3-926200-42-1.
- Ernst Herbeck: Alexander. Ausgewählte Texte 1961–1981 (Nachwort von Leo Navratil), Residenz, Salzburg 1982.
- Die Künstler aus Gugging. Medusa, Berlin/Wien 1983, ISBN 3-85446-080-5.
- Schizophrenie und Dichtkunst. dtv, München 1986, ISBN 3-423-15020-3.
- August Walla, sein Leben und seine Kunst. Greno, Nördlingen 1988.
- Schizophrenie und Religion. Brinkmann & Bose, Berlin 1992.
- Die Überlegenheit des Bären. Theorie der Kreativität. Arcis, München 1995.
- Die Gugginger Methode: Kunst in der Psychiatrie. (=Monographien zur Kunsttherapie. Band 1). G. Fischer, Ulm/Stuttgart/Jena/Lübeck 1998, ISBN 3-437-51036-3.
- Art brut und Psychiatrie: Gugging 1946–1986, Kompendium. 2 Bände, Brandstätter, Wien 1999:
  - Teil 1: Art brut und Psychiatrie. ISBN 3-85447-876-3.
  - Teil 2: Künstler und ihre Werke. ISBN 3-85447-717-1.
- Manisch-depressiv: zur Psychodynamik des Künstlers. Brandstätter, Wien/München 1999, ISBN 3-85498-006-X.
- Ernst Herbeck, die Vergangenheit ist klar vorbei. Herausgegeben von Carl Aigner und Leo Navratil. Kunsthalle Krems, Brandstätter, Wien 2002, ISBN 3-85498-164-3.

## Hörspiel
- 1972: Lebendige schizophrene Welt – Regie: Ferry Bauer (ORF Oberösterreich)[17]